# 伊東傀
伊東 傀（いとう かい、本名：伊藤 茂之（いとう しげゆき）、1918年10月4日 - 2009年2月1日）は、日本の彫刻家。

## 人物
1918年に東京都で生まれる。東京芸術大学の名誉教授となる。1993年、しながわ美術家協会の顧問となる。産経準大賞の金のトロフィーである天女の舞は、伊東の作品である。
2009年2月1日に心不全のため死去した。

## 作品
- 青年の首（1949年）
- 落ちた馬（1959年）
- 林武像（1983年）
- 首M．I（1949年）
- トルソ（1950年）
- 青年の首（1952年）
- トリ60（1960年）
- 閉じ込められたピエロ（1973年）
- マントの女（1980年）
- 古代遺跡への憶い 花の棺 武人の棺（1992年）